# Konrad Müller (Jurist, 1912)
Friedrich Wilhelm Konrad Müller (* 26. Januar 1912 in Dambeck; † 6. Juni 1979 in Marburg an der Lahn) war ein deutscher Jurist und Bildungspolitiker.

## Leben
Konrad Müller war das älteste von sechs Kindern des damaligen Pfarrers und Kirchenpolitikers Ludolf Hermann Müller, des späteren (1947–1955) protestantischen Bischofs in Magdeburg, und älterer Bruder des Slavisten Ludolf Müller (1917–2009). 
Nach seinem Studium der Rechtswissenschaft in Marburg und Göttingen war er Referendar in Justiz und Verwaltung der preußischen Provinz Sachsen. Nach Kriegsdienst und Gefangenschaft absolvierte er ein Ergänzungsstudium mit den Schwerpunkten Geschichte und Öffentliches Recht in Göttingen und promovierte bei Rudolf Smend mit der Dissertation Staatsgrenzen und evangelische Kirchengrenzen.
1948–1950 wurde Müller Referent an dem von Rudolf Smend geleiteten Kirchenrechtlichen Institut der EKD, 1950–1954 Beamter in der niedersächsischen Ministerialverwaltung. Er wirkte als Mitarbeiter in der Staatskanzlei des ersten Ministerpräsidenten Niedersachsens, Hinrich Wilhelm Kopf, an den Loccumer Staatskirchenverträgen mit, war Abgesandter Niedersachsens beim Bundesrat und Kurator der Universität Göttingen. 1959 wurde er Staatssekretär im Niedersächsischen Kultusministerium unter den Ministern Richard Voigt (SPD) und Hans Mühlenfeld (FDP), wo er maßgeblich am Zustandekommen des Konkordats zwischen dem Land Niedersachsen und dem Heiligen Stuhl vom 26. Februar 1965 mitwirkte. Müller war auch daran beteiligt, dass der 1963 aus der DDR übergesiedelte Literaturwissenschaftler Hans Mayer 1965 auf den neu gegründeten Lehrstuhl für deutsche Literatur an der damaligen Technischen Hochschule Hannover (heute: Universität Hannover) kam. Nach Übernahme des Kultusministeriums durch Richard Langeheine (CDU) im Jahr 1965 gaben ihm Meinungsverschiedenheiten mit diesem Anlass, um Versetzung in den Wartestand zu bitten. Dieser Bitte wurde zum 31. Oktober 1966 entsprochen. 
Danach fungierte Müller als Vorstand der von dem Industriellen Werner Reimers gegründeten Werner-Reimers-Stiftung in Bad Homburg vor der Höhe, die vielseitige interdisziplinäre Forschungen auf dem Gebiet einer „Wissenschaft vom Menschen“ förderte, organisierte und veranstaltete. Daneben wirkte er als Honorarprofessor für Bildungspolitik an der Universität Hannover. Außerdem bekleidete er zahlreiche Ehrenämter in der Bildungspolitik und Kirche, u. a. als Mitglied des Konvents der Evangelischen Akademie in Loccum. 
Konrad Müller starb 67-jährig am 6. Juni 1979 durch einen Herzinfarkt in der Universitätskirche in Marburg während eines Gedenkgottesdienstes, der aus Anlass der 450-Jahr-Feier des Marburger Religionsgesprächs zwischen Luther und Zwingli gehalten wurde. 
Der schriftliche Nachlass Müllers wird im Niedersächsischen Landesarchiv, Standort Hannover, aufbewahrt.